# Centre d'accueil de Jasper
Le centre d'accueil de Jasper (anglais : Jasper Information Centre) est un édifice public situé au 500, promenade Connaught, au centre du lotissement urbain de Jasper en Alberta dans le parc national du même nom. Il a été construit en 1913 et 1914 selon les plans de l'architecte A.M. Calderon, il s'agit de l'un des premiers édifices construit dans le style rustique. Il a été classé édifice fédéral du patrimoine en 1988 et désigné lieu historique national du Canada en 1992.

## Histoire
La réserve forestière de Jasper a été créée par décret le 14 septembre 1907 dans le but de protéger la vallée de la Haute-Athabasca dans la construction du chemin de fer transcontinental Grand Tronc Pacifique (en). Le parc national de Jasper est devenu le cinquième parc national du Canada lors de l'adoption de la Loi des réserves forestières et des parcs fédéraux en 1911.
En 1912, P.B. Bernard-Harvey, le directeur en chef des Parcs, recommande la construction d'un lotissement urbain au point ferroviaire Fitzhugh. L'année suivante Fitzhugh est renommé Jasper, en l'honneur de Jasper Hawes, qui était l'intendant du poste de traite de Jasper House, tout juste en aval de la ville. Le directeur du parc, le lieutenant-colonel Maynard Rogers, préside l'aménagement du lotissement. Ce dernier voulait que la ville soit un ensemble architectural unifié. Il favorisait aussi les méthodes et les matériaux de construction locaux. Il attribue la construction du centre administratif à A.M. Calderon, un architecte d'Edmonton, qui utilise pour sa construction du galet et du bois.
Le rez-de-chaussée comprend les appartements du directeur et les bureaux administratifs du parc national, alors que l'étage contient une bibliothèque, un musée et une salle de dessin. Le sous-sol est quant-à lui aménagé en écloserie de poisson. En 1936, le directeur du parc quitte le centre administratif pour une nouvelle résidence située au 510, rue Robson. L'écloserie est quant à elle déménagé en 1941. Le centre d'accueil du parc et déménagé dans l'édifice en 1972. Le 22 septembre 1988, le centre d'accueil est classé édifice fédéral du patrimoine par le Bureau d'examen des édifices fédéraux du patrimoine. Le centre d'accueil est désigné lieu historique national du Canada le 6 novembre 1992 par la commission des lieux et des monuments historiques du Canada.